# Barbie Ferreira
Barbara Linhares Ferreira (Queens, Nueva York, 14 de diciembre de 1996) es una modelo y actriz estadounidense. Es conocida por su papel de Kat Hernández en la serie de HBO, Euphoria. Ha ganado atención por ser partidaria del movimiento de positividad corporal.

## Biografía
Ferreira nació en Queens, Nueva York, pero luego se mudó a Maywood, New Jersey y asistió a Hackensack High School. Ella es de ascendencia brasileña y fue criada por su madre, tía y abuela. Su madre trabaja como chef.
Ferreira se identifica como queer y ha estado en una relación con la cantante Elle Puckett desde 2019.

## Carrera

### Modelaje
Ferreira comenzó su carrera de modelaje, cuando era adolescente enviando fotos a un casting abierto de American Apparel. Modeló para la marca mientras trabajaba en una de las tiendas. Desde entonces, ha modelado para Aerie, Adidas, ASOS, Forever 21, H&M, Missguided, Target, entre otros. Fotos no retocadas de Ferriera en la campaña de Aerie se volvieron virales en 2016. Poco después, Time la nombró entre las «30 Most Influential Teens» (30 adolescentes más influyentes).

### Directora
Ferriera dirigió el videoclip «So Cool» de la artista Dounia.

### Actuación
Protagonizó una serie de 10 episodios de Vice, titulada How to Behave, centrada en la etiqueta. El programa exploraba temas como el sexo, dinero e imagen. Por esto ganó un premio Webby, "Best Web Personality/Host" (Mejor personalidad/Presentadora web).
También protagonizó en la serie de Teen Vogue, titulada Body Party, sobre la positividad corporal.
En adición, interpretó a Ella en dos episodios de la serie de HBO, Divorce, junto a Sarah Jessica Parker y Thomas Haden Church, y es parte del elenco de la serie de HBO, Euphoria, interpretando a Kat. Hizo su debut cinematográfico en Unpregnant, junto a Haley Lu Richardson para HBO Max.

## Filmografía
| Año       | Título               | Rol                       | Notas                                          |
| --------- | -------------------- | ------------------------- | ---------------------------------------------- |
| 2018      | Divorce              | Ella                      | Episodios: «Breaking the Ice», «Losing It»     |
| 2019–2022 | Euphoria             | Katherine «Kat» Hernandez | Elenco principal (temporada 1-2); 16 episodios |
| 2020      | Unpregnant           | Bailey Butler             | Película de HBO Max                            |
| 2022      | Nope                 | Nessie                    | Película                                       |
| 2024      | Bob Trevino Likes It | Lily Trevino              | Película                                       |